# Negasilus
Negasilus is een vliegengeslacht uit de familie van de roofvliegen (Asilidae).

## Soorten
- N. aridalis (Adisoemarto, 1967)
- N. belli Curran, 1934
- N. cumbipilosus (Adisoemarto, 1967)
- N. gramalis (Adisoemarto, 1967)
- N. mesae (Tucker, 1907)